# Preprintpapier
Als Preprintpaper (Preprintpapier, Vordruckpapier) bezeichnet man im Offsetdruck vorgedruckte Papiere. Die restlichen Informationen (z. B. zur Personalisierung) können dann über Inkjet- oder Laserdruckverfahren hinzugefügt werden. Ein klassisches Preprintpaper ist ein Blatt mit Briefkopf. Preprintpapers müssen durch den doppelten Druck eine geringere Restfeuchte haben, um die doppelte Beanspruchung zu verkraften. Im DIN A4-Format benötigt man in den meisten Fällen lasergeeignetes Preprintpapier, weil der zweite Maschinenlauf lasergedruckt wird. 